# Buxus laevigata
Buxus laevigata är en buxbomsväxtart som först beskrevs av Olof Swartz, och fick sitt nu gällande namn av Spreng.. Buxus laevigata ingår i släktet buxbomar, och familjen buxbomsväxter. Inga underarter finns listade i Catalogue of Life.